# Giuseppe Guarino (Regisseur)
Giuseppe Guarino (* 27. Januar 1885 in Alexandria; † 12. Februar 1963 in Rom) war ein italienischer Filmregisseur.

## Leben
Guarini war ausgebildeter klassischer Tänzer und wandte sich, damals in Paris lebend, dem recht neuen Medium Stummfilm 1916 zu. Zunächst schrieb er zwei Drehbücher und übernahm dann ab 1917 bei zahlreichen Filmen die Regie. Dabei entwickelte er sich zum Spezialisten für Serials, die sich an amerikanischen Vorbildern orientierte. Wie viele seiner Kollegen ging er in den Krisenjahren des italienischen Kinos der 1920er Jahre ins Ausland; so drehte er in dem ihm bekannten Frankreich, aber auch in Großbritannien bis 1935 weitere Werke, oft als Joseph Guarino oder Joseph Glavany. 1936 kehrte er nach Italien zurück und nahm bis 1953 in recht großen Abständen seine Regietätigkeit auch dort wieder auf, wobei sowohl künstlerischer Anspruch wie wirtschaftlicher Erfolg eher bescheiden waren.

## Filmografie (Auswahl)
- 1917: La serata di gala di Titina
- 1953: Mai ti scorderò (& Drehbuch)